# Brienne-la-Vieille
Brienne-la-Vieille is een gemeente in het Franse departement Aube (regio Grand Est) en telt 420 inwoners (1999). De plaats maakt deel uit van het arrondissement Bar-sur-Aube.

## Graven van Brienne
Brienne-la-Vieille was de bakermat van de graven van Brienne, die vanaf 987 ook graaf van Champagne werden. Illustere graven van Brienne waren Jan van Brienne (1148-1237), die koning van Jeruzalem (in 1210) en keizer van Constantinopel (1231-1237) werd, Walter V van Brienne en Walter VI van Brienne, die hertogen van Athene waren in de veertiende eeuw. In 1356, met de dood van Walter VI, stierf deze tak uit. In de zeventiende eeuw nam de familie de Loménie de titel van graaf van Brienne aan.

## Geografie
De oppervlakte van Brienne-la-Vieille bedraagt 16,0 km², de bevolkingsdichtheid is 26,3 inwoners per km².
De onderstaande kaart toont de ligging van Brienne-la-Vieille met de belangrijkste infrastructuur en aangrenzende gemeenten.

## Demografie
Onderstaande figuur toont het verloop van het inwonertal (bron: INSEE-tellingen).

Vanwege een beveiligingsprobleem met de MediaWiki Graph-software is het momenteel niet mogelijk deze grafiek weer te geven. Zodra de software is bijgewerkt zal de grafiek vanzelf weer zichtbaar worden.